# Ministères, secrétariats et organismes du Nouveau-Brunswick
Voici une liste des ministères, secrétariats et organismes du gouvernement du Nouveau-Brunswick.

## Ministères
- Agriculture, Aquaculture et Pêches
- Ministère des Ressources humaines
- Bureau du Conseil exécutif
- Cabinet du Premier ministre
- Communautés saines et inclusives
- Ministère du Développement économique
- Ministère du Développement social
- Éducation et Développement de la petite enfance
- Éducation post-secondaire, Formation et Travail
- Énergie et Mines
- Environnement et Gouvernements locaux
- Finances
- Justice et Procureur général
- Ressources naturelles
- Santé
- Sécurité publique
- Services gouvernementaux
- Tourisme, Patrimoine et Culture
- Transports et Infrastructures

## Bureau du Conseil exécutif
- Secrétariat des Affaires autochtones
- Division des Affaires intergouvernementales
- Direction des Questions féminines

## Organismes
- Bureau du contrôleur du financement politique
- Commission de la capitale provinciale du Nouveau-Brunswick
- Commission des assurances du Nouveau-Brunswick
- Commission de l'énergie et des services publics du Nouveau-Brunswick
- Commission des droits de la personne du Nouveau-Brunswick
- Commission de la santé, de la sécurité et de l'indemnisation des accidents au travail du Nouveau-Brunswick.
- Commission des valeurs mobilières du Nouveau-Brunswick
- Commission sur l'éducation post-secondaire au Nouveau-Brunswick
- Conseil consultatif sur la condition de la femme
- Conseil consultatif de la jeunesse du Nouveau-Brunswick
- Conseil des arts du Nouveau-Brunswick
- Conseil du Premier ministre sur la condition des personnes handicapées
- Efficacité NB
- Énergie NB
- Groupe d'étude sur le secteur communautaire sans but lucratif
- Groupe de travail sur l'autosuffisance
- Groupe de travail sur la révision du droit à l'information et de la protection des renseignements personnels
- Organisation des mesures d'urgence du Nouveau-Brunswick
- Services Nouveau-Brunswick
- Société d'assurance-dépôts des caisses populaires du Nouveau-Brunswick
- Société des alcools du Nouveau-Brunswick
- Société de développement régional
- Société de gestion des placements du Nouveau-Brunswick

## Autres
- Bureau du commissaire aux langues officielles
- Bureau du défenseur du consommateur en matière d'assurances
- Bureau du directeur général des élections
- Bureau de l'ombudsman
- Bureau du lieutenant-gouverneur du Nouveau-Brunswick
- Bureau du vérificateur-général
- Commissaire aux conflits d'intérêts
- Commission sur la délimitation des circonscriptions électorales et la représentation
- Commission sur la démocratie législative
- Communications Nouveau-Brunswick

## Anciens ministères
- Agriculture et Aquaculture
- Autoroute de l'information
- Environnement
- Gouvernements locaux
- Jeunesse
- Ministère du Mieux-être, de la Culture et du Sport
- Ministère de la Culture, du Tourisme et de la Vie saine
- Pêches
- Secrétariat de la croissance démographique